# پیک (فیلم)
پیک (انگلیسی: The Courier) فیلمی ساخته شده در سال ۲۰۲۰ با کارگردانی دومینیک کوک و با بازی بندیکت کامبربچ در نقش گِرویل وین می‌باشد.